# 木俣守勝
木俣 守勝（きまた もりかつ）は、戦国時代から江戸時代初期にかけての武将。徳川氏家臣。晩年は彦根藩井伊氏の家老を務めた。楠木正成の嫡孫・楠木正勝の子孫で、木俣守時の子。守勝を中興の祖とする木俣氏は、明治維新後に男爵に叙された。

## 生涯
弘治元年（1555年）、三河国岡崎にて誕生。幼名は菊千代丸。
湯島聖堂大学頭・林信篤が撰した墓碑によれば、楠木正成の孫である楠木正勝の子孫が伊勢国神戸（かんべ、現在の三重県鈴鹿市神戸）に移住し、木俣氏を名乗ったのが興りである。天文年間（1532 – 1555年）、木俣守時の代に三河に移住して徳川家康に仕えた。その守時の子が守勝である（『事実文編』拾遺一所収の林信篤『木俣守勝墓碑誌』）。
木俣氏が楠木正勝の後裔であることは、楠木氏嫡流である伊勢楠木氏の家系図の側にも記載されていることから、おおむね事実であると考えられる。
菊千代丸は幼い時から徳川家康に仕え、元亀元年（1570年）に元服し守勝と名乗った。家族とのいさかいから出奔して明智光秀に仕え、戦功により50石を与えられて織田信長にも拝謁を許された。後に徳川家に復帰。天正10年（1582年）の伊賀越えでは、地理に明るい守勝が家康の三河国帰国を助けた。その直後の天正壬午の乱では、滅亡した武田氏旧臣の招聘を命じられ、成瀬正一らの案内で甲斐国に入り、一条信龍・山県昌景・土屋昌恒・原昌勝に属していた旧臣を招聘することに成功した。家康は彼らを井伊直政の傘下に組み入れて「甲州同心衆」として再編し、守勝にはその統率を命じた。これが縁で直政の寄騎になったと考えられる（『寛政重修諸家譜』井伊直政の項には西郷正友（正員）・椋原正直（政直）が同時に直政に付けられたとされる）。こうした功績によって2000石を与えられた。
その後、天正18年（1590年）の関東仕置によって直政が上野国箕輪に入ると、守勝は3000石を与えられた。この箕輪時代に井伊家臣団は再編され、直政の寄騎であった徳川家臣は井伊家臣へと転属されて「御付人」と称されるようになる。その中でも守勝は筆頭として位置づけられ、後に徳川御三家などに見られた付家老の先駆的存在となる。関ヶ原の戦い後、近江国佐和山を与えられた直政からは、長年の功労によって「村雨の壺」が与えられた。
慶長7年（1602年）に井伊直政が亡くなり直継が跡を継ぐと、徳川家康から鈴木重好とともに直継の補佐と佐和山城に代わる彦根城の築城を命じられる。また、直継からも加増を受けて合わせて4000石を与えられた。ところが、慶長10年（1605年）に病気がちの守勝に代わって鈴木重好が政務の中心となると、同輩の椋原正直や西郷重員（正員の子）らは重好父子が不正を行っていると家康に告発した。守勝は重好父子の弁護をしたものの、家康は重好を追放して守勝に政務を行わせ、重好の息子である鈴木重辰や椋原正直・西郷重員らに和解の起請文を書かせて事態を収めた。重辰が井伊家に留まれたのは、守勝が政務復帰の条件として重辰を許すことを挙げたからだとされている（ただし、この騒動の詳しい史料が守勝の子孫である木俣守貞の編纂した『木俣留』であるため、守勝の対応に関しては作為が含まれている可能性もある）。慶長13年（1608年）には改易された筒井氏の伊賀上野城を主君・直継とともに受け取っている。
慶長15年（1610年）に守勝が病に倒れると、家康から薬を贈られるなど懸命な治療が行われたものの、静養先の京都で死去。金戒光明寺に葬られた。家督は養子の守安が継いだ。

## 関連作品
小説
- 高殿円『主君 井伊の赤鬼・直政伝』（文藝春秋、2017年）